# Alcides Tápias
Alcides Lopes Tápias GOMM (Santo Anastácio, 16 de setembro de 1942) é um advogado e político brasileiro.

## Biografia
Formou-se em administração de empresas pela Universidade Presbiteriana Mackenzie e em direito pelas Faculdades Metropolitanas Unidas.
Casou-se com Luzia Giachini Lopes com quem tem dois filhos.

### Bradesco
Em 1957 começou a trabalhar no Bradesco como contínuo. Fez carreira até chegar à vice-presidência.
Em 1991, por sugestão do presidente do banco Lázaro Brandão, Tápias se tornou presidente da Federação Brasileira dos Bancos e membro do Conselho Monetário Nacional. Cumpriu seu mandato até 1994 quando tinha expectativa de suceder Brandão na presidência. Depois de dois anos sem a sucessão, resolveu sair do banco.

### Camargo Corrêa (1996-1999)
Em 1996, foi convidado a assumir a presidência do grupo Camargo Corrêa, até então liderado pela viúva do fundador Sebastião Camargo. Na sua gestão, o grupo se diversificou: além de infraestrutura e construção, atuou nas áreas de energia elétrica e rodovias. Junto à Votorantim e Bradesco, formou o consórcio VBC para participar de leilões de privatização.

### Ministério do Desenvolvimento (1999-2001)
Em 14 de setembro de 1999 foi nomeado ministro do Desenvolvimento, Indústria e Comércio Exterior do governo Fernando Henrique Cardoso. Era o terceiro ministro de uma pasta recém criada.
Em fevereiro de 2000, pediu a demissão do seu subordinado o presidente do BNDES Andrea Calabi. Calabi, que fora indicação do ministro da Saúde José Serra, incomodava Alcides, seu superior, com comentários polêmicos sobre setores industriais. O substituo de Calabi foi Francisco Gros, indicação do presidente do Banco Central Armínio Fraga.
Admitido à Ordem do Mérito Militar em 1993 no grau de Cavaleiro especial pelo presidente Itamar Franco, Tápias foi promovido em março de 2000 por FHC ao grau de Grande-Oficial.
Em 31 de julho de 2001 Alcides saiu do ministério. Foi substituído por Sérgio Amaral.